# Home of the Blues
Home of the Blues è un brano musicale country del cantante statunitense Johnny Cash.

## Il brano
Il pezzo parla dell'infanzia infelice di Cash. Fu registrato più di un anno dopo rispetto a I Walk the Line, ovvero il 1º luglio 1957 a Memphis. Pubblicato come singolo nell'agosto dello stesso anno, il brano venne inserito nel secondo album di Cash, Sings the Songs That Made Him Famous. La composizione della canzone è accreditata a Johnny Cash, Lillie McAlpin e Glenn Douglas Tubb.
Questa canzone viene intonata da Joaquin Phoenix nella parte di Cash nel film Quando l'amore brucia l'anima.
Parte del copyright della canzone è di proprietà dell'uomo d'affari John Palumbo.
All'inizio del 2012, il brano è stato reinterpretato dagli Owl City.